# Andreas Herberg-Rothe

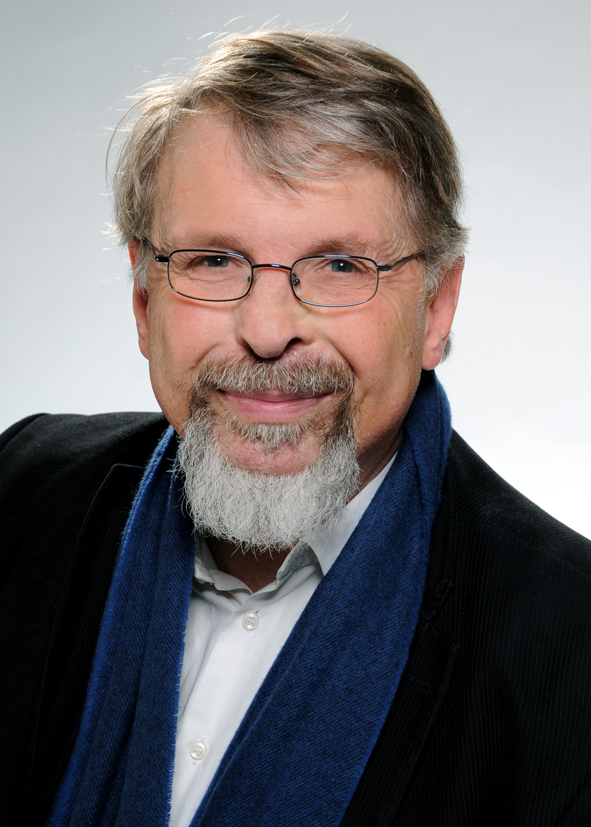
Andreas Herberg-Rothe, 2014

Andreas Herberg-Rothe (* 1954) ist ein deutscher Historiker und Politikwissenschaftler. Er gilt als international anerkannter Clausewitz-Forscher.

## Leben
Herberg-Rothe studierte von 1975 bis 1981 Neuere Geschichte mit dem Schwerpunkt Militärgeschichte bei Werner Hahlweg an der Westfälischen Wilhelms-Universität in Münster sowie Soziologie und Politische Wissenschaft in Münster und Frankfurt. Nach dem Magister artium 1981 war er mit Unterstützung der Deutschen Gesellschaft für Friedens- und Konfliktforschung (DGFK) wissenschaftlicher Mitarbeiter am Institut für Soziologie der WWU Münster. 1989 wurde er in Politischer Wissenschaft an der Johann Wolfgang Goethe-Universität Frankfurt am Main mit der Dissertation Grundrisse der absoluten Bewegung. Kritik des mechanischen Materialismus zum Dr. phil. (magna cum laude) promoviert. Danach lehrte er an der Universität Frankfurt am Main und forschte intensiv zu Carl von Clausewitz.
Von 1998 bis 2008 war er an der Humboldt-Universität zu Berlin und der Philipps-Universität Marburg tätig. 2000 habilitierte er sich in Politischer Wissenschaft am Institut für Sozialwissenschaften mit der Arbeit Das Rätsel Clausewitz. Politische Theorie des Krieges im Widerstreit an der HU Berlin. Die Gutachter waren Herfried Münkler (Berlin), Peter Paret (Princeton) und Wilfried von Bredow (Marburg). Von 2001 bis 2009 war er Privatdozent für Politikwissenschaft im Lehrbereich Politische Theorie. 2002/03 war er Stipendiat der Deutschen Stiftung Friedensforschung (DSF). 2004/05 war er Associate des Oxford Leverhulme Programme „The Changing Character of War“ an der University of Oxford. Von 2005 bis 2006 war er Visiting Fellow am Centre for International Studies der London School of Economics and Political Science (LSE). 2006 wirkte er als Peer-Reviewer für die Oxford University Press.
Im Jahre 2009 erfolgte die Umhabilitation an der Universität Frankfurt am Main. Er wurde Dozent an der Hochschule Fulda, derzeit ist er dort Lehrkraft für besondere Aufgaben am Fachbereich für Sozial- und Kulturwissenschaften.
Seine Forschungsschwerpunkte sind Politische Theorie, Kriegstheorie und Friedensforschung. Herberg-Rothe ist u. a. Mitglied des Arbeitskreises Theorie der Arbeitsgemeinschaft für Friedens- und Konfliktforschung. Gastvorträge führten ihn u. a. nach Hamburg (im Rahmen des „Clausewitz-Gesprächs“ am Internationalen Clausewitz-Zentrum), West Point, Washington D.C., Istanbul (im Rahmen der „International Hegel Conference“), Singapur und Tokio. 2005 richtete er mit Hew Strachan, dem Chichele Professor of the History of War, am Department of Politics and International Relations der University of Oxford die Konferenz „Clausewitz in the 21st century“ aus.
Herberg-Rothe veröffentlichte mehrere Monografien, Buchbeiträge und Aufsätze in (wissenschaftlichen) Fachzeitschriften bzw. Jahrbüchern wie Vorgänge, Der Staat, RUSI Journal, Österreichische Militärische Zeitschrift, Journal of Strategic Studies, Europäische Sicherheit, Theoria, International Journal of Conflict and Violence, Jahrbuch Politisches Denken und Hegel-Jahrbuch sowie in der Kulturzeitschrift Merkur, beim Blog World Security Network, in der Bundeswehr-Zeitschrift if – Zeitschrift für Innere Führung und im newsletter des Arbeitskreises Militärgeschichte. Er veröffentlichte auch als Gastautor in der Frankfurter Rundschau und in der Frankfurter Allgemeinen Zeitung. Überdies ist er vereinzelt als Rezensent in Erscheinung getreten.

## Schriften (Auswahl)

### Monografien
- Militärgeschichte als Friedensforschung! Einführung in die Dialektik der Wissenschaft von Krieg und Frieden (= Studienreihe Militärgeschichte, Friedensforschung, Militärpolitik. Band 1). R. G. Fischer, Frankfurt am Main 1981, ISBN 3-88323-260-2.
- Grundrisse der absoluten Bewegung. Kritik des mechanischen Materialismus (= Edition Philosophie und Sozialwissenschaften. Band 8). Mit einem Vorwort von Frieder Otto Wolf, Argument Verlag, Berlin u. a. 1987, ISBN 3-88619-608-9.
- Das Rätsel Clausewitz. Politische Theorie des Krieges im Widerstreit. Fink, München 2001, ISBN 3-7705-3612-6. (zugl. Habilitationsschrift, HU Berlin, 2000)
- Der Krieg. Geschichte und Gegenwart. Campus Verlag, Frankfurt am Main u. a. 2003, ISBN 3-593-37236-3.
- Lyotard und Hegel. Dialektik von Philosophie und Politik. Passagen Verlag, Wien 2005, ISBN 3-85165-718-7.
- Clausewitz’s Puzzle. The Political Theory of War. Oxford University Press, Oxford 2007, ISBN 978-0-19-920269-0.
- Der Krieg. Geschichte und Gegenwart. Eine Einführung. 2., wesentlich erweiterte Auflage. Frankfurt 2017, ISBN 978-3-593-50793-4.
- mit Key-young Son: Order Wars and Folating Balance. How the Rising Powers are Reshaping our World View in the Twenty-First Century. London / New York 2018, ISBN 978-1-138-05710-4.

### Herausgeberschaften
- mit Hew Strachan: Clausewitz in the 21st century. Oxford University Press, Oxford 2007, ISBN 978-0-19-923202-4.
- mit Jan Willem Honig und Daniel Moran: Clausewitz. The State and War (= Staatsdiskurse. Band 17). Steiner, Stuttgart 2011, ISBN 978-3-515-09912-7.
- Lessons from World War I for the Rise of Asia (= An Interdisciplinary Series of the Centre for Intercultural and European Studies – CINTEUS. 13). ibidem, Stuttgart 2015, ISBN 978-3-8382-0791-9.